# Республіка Китай (1912—1949)
Республіка Китай —  держава у Східній Азії, яка розташовувалася на території континентального Китаю з 1912 по 1949, до переїзду її уряду на острів Тайвань. Вона також включала в себе й території поза Китаєм, зокрема, Монголію у статусі автономії й Тайвань. Республіці Китай передувала остання китайська імператорська династія, династія Цін, і її зникнення ознаменувало кінець громадянської війни у Китаї, після якої Гоміньдан змушений був відступити на острів Тайвань, у той час як Комуністична партія Китаю проголосила на материковій частині Китайську Народну Республіку. Цей період іноді називають Республіканською епохою або Материковим періодом.
Сунь Ятсен недовго перебував на посту президента республіки. Його партія, яку очолював Сун Цзяожень, перемогла на парламентських виборах які проходили у грудні 1912. Проте армія на чолі з Юань Шикаєм утримала контроль над національним урядом у Пекіні. Після смерті Юаня у 1916, місцеві військові лідери або воєначальники, заявили про автономію.
У 1925 Гоміньдан почав створювати коаліційний уряд на півдні у місті Гуанчжоу. Економіка півночі, яка підтримувала авантюри воєначальників, зруйнувалася у 1927—1928. Генерал Чан Кайші розпочав військову експедицію на Північ з метою скинути центральний уряд у Пекіні. Уряд було скинуто у 1928 і Чан Кайші встановив національний уряд у Нанкіні. Пізніше він обмежив зв'язки з комуністами і виключив їх з Гоміньдану.
Окрім індустріалізації і модернізації, відбувалися конфлікти між Національним урядом у Нанкіні, комуністичною партією Китаю, польовими командирами, які залишились, і Японською імперією. Національний уряд почав перемагати коли розпочалася війна з Японською імперією у 1937. Націоналістичні сили відкинули японців у провінції Юньнань протягом травня-червня 1944, але інші військові результати не вражали. Після японської беззастережної капітуляції у 1945 році союзники нарешті домоглися повної перемоги, але холодна війна між США і СРСР привели до відновлення бойових дій між Гоміньданом і комуністами. У 1947 році Конституцію Китайської Республіки замінив органічний закон 1928 року як основний закон країни. У 1949 році комуністи встановили Китайську Народну Республіку, поваливши націоналістів на материку, багато з яких були змушені відступити на Тайвань.

## Історія
Формально республіка була утворена 1 січня 1912 після Синьхайської революції, яка почалася з повстання в Учані 10 жовтня 1911. В ході революції було скинуто династію Цін і зруйнувано майже двохсотрічне імперське панування у Китаї. З початку створення і до 1949 вона  контролювала і материкову частину Китаю. Центральна влада слабшала через мілітаристів (1915—1928), японське вторгнення (1937—1945) в Китайську громадянську війну(1927—1949), найбільш міцна центральна влада була під час декади Нанкіна (1927—1937), коли більша частина Китаю була під контролем Гоміньдану, авторитарної однопартійної системи. Наприкінці Другої світової війни у 1945, Японська імперія передала контроль над Тайванем і групою островів Союзникам і Тайвань було передано під контроль Республіки Китай. Законність цієї передачі є спірною і це ще один з аспектів спірного політичного статусу Тайваню.
Комуністи під час громадянської війни у 1949 захопили материковий Китай, а пізніше у 1950-ті Хайнань, Танчін та інші острови, залишивши під контролем Гоміндану лише Тайвань, Пенху, Цзіньмень, Острови Мацзу і кілька дрібніших островів. Після поразки під час громадянської війни у 1949 на материковій частині Китаю, уряд Республіки Китай евакуювався на Тайвань і Гоміндан проголосив Тайбей тимчасовою столицею. Комуністична партія Китаю захопила всю материкову частину Китаю і утворила Китайську Народну Республіку зі столицею у Пекіні, який проголосив континуїтет КНР над всіма територіями «Китаю» — у той час як Китайська республіка вважає, що на всій материковій частині Китаю повинні діяти закони Тайбею. Китайська республіка на Тайвані офіційно визнана 22 країнами і підтримує неофіційні відносини з багатьма іншими.

### Створення

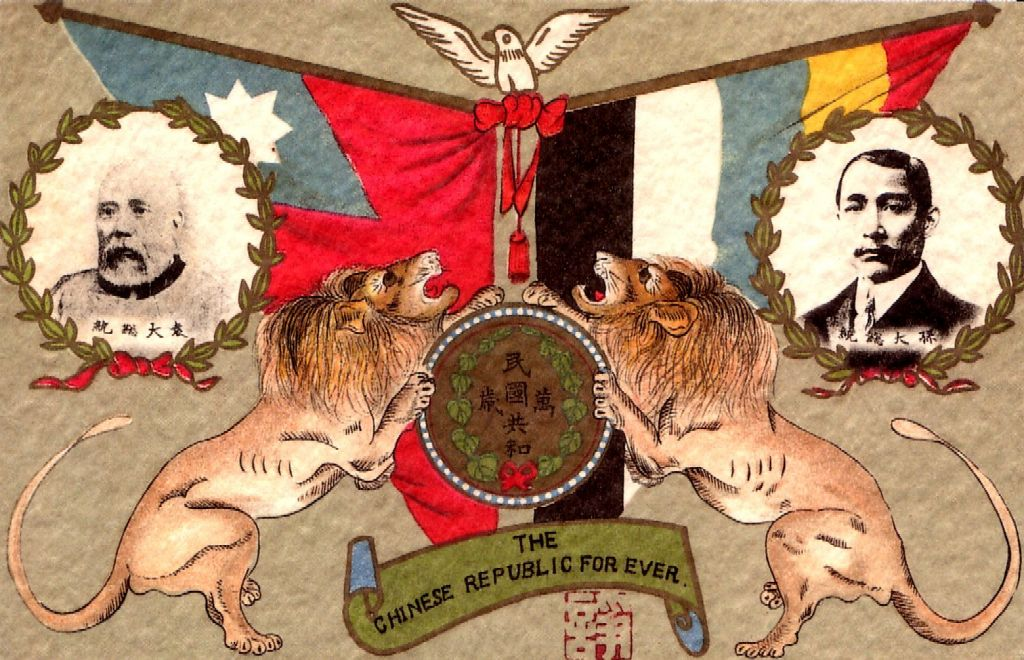
Юань Шикай (ліворуч) і Сунь Ят-сен (праворуч) з прапорами, які представляють ранню республіку.

У 1911, після майже двохсотрічного імператорського правління, монархію було скинуто групою революціонерів і проголошено республіку у Китаї. Династія Цін, після пережитого століття нестабільності, страждала від внутрішніх повстань і закордонного імперіалізму. Неоконфуціанські принципи, які в той час підтримували династичну систему, тепер ставилися під сумнів. У 1900 році розпочалося Боксерське повстання після іноземного вторгнення, а також через відмову великих чиновників династії Цін, таких як Юань Шикай, Чжан Чжідун та Лі Хунчжан, боротися проти альянсу восьми держав, Китай підписав заключний протокол і виплатив велику контрибуцію іноземним країнам: 450 мільйонів рьо чистого срібла (приблизно 333 млн. дол. США або 67).
Відірваний від народу і неспроможний протистояти викликам сучасного Китаю, уряд династії Цін був на останньому етапі існування. Тільки відсутність альтернативного режиму продовжила його існування до 1912.
Витоки створення Республіки Китай полягають в Учанському повстанні проти династії Цін 10 жовтня 1911. Тепер цю дату вважають національним святом, яке також називають «Свято Двох Десяток». 29 грудня 1911, Сунь Ятсена було обрано президентом Нанкінської асамблеї яка представляла сімнадцять провінцій. 1 січня 1912 відбулася офіційна інаугурація на якій він пообіцяв «повалити деспотичний маньчжурський уряд, консолідувати Республіку Китай і план для добробуту народу».

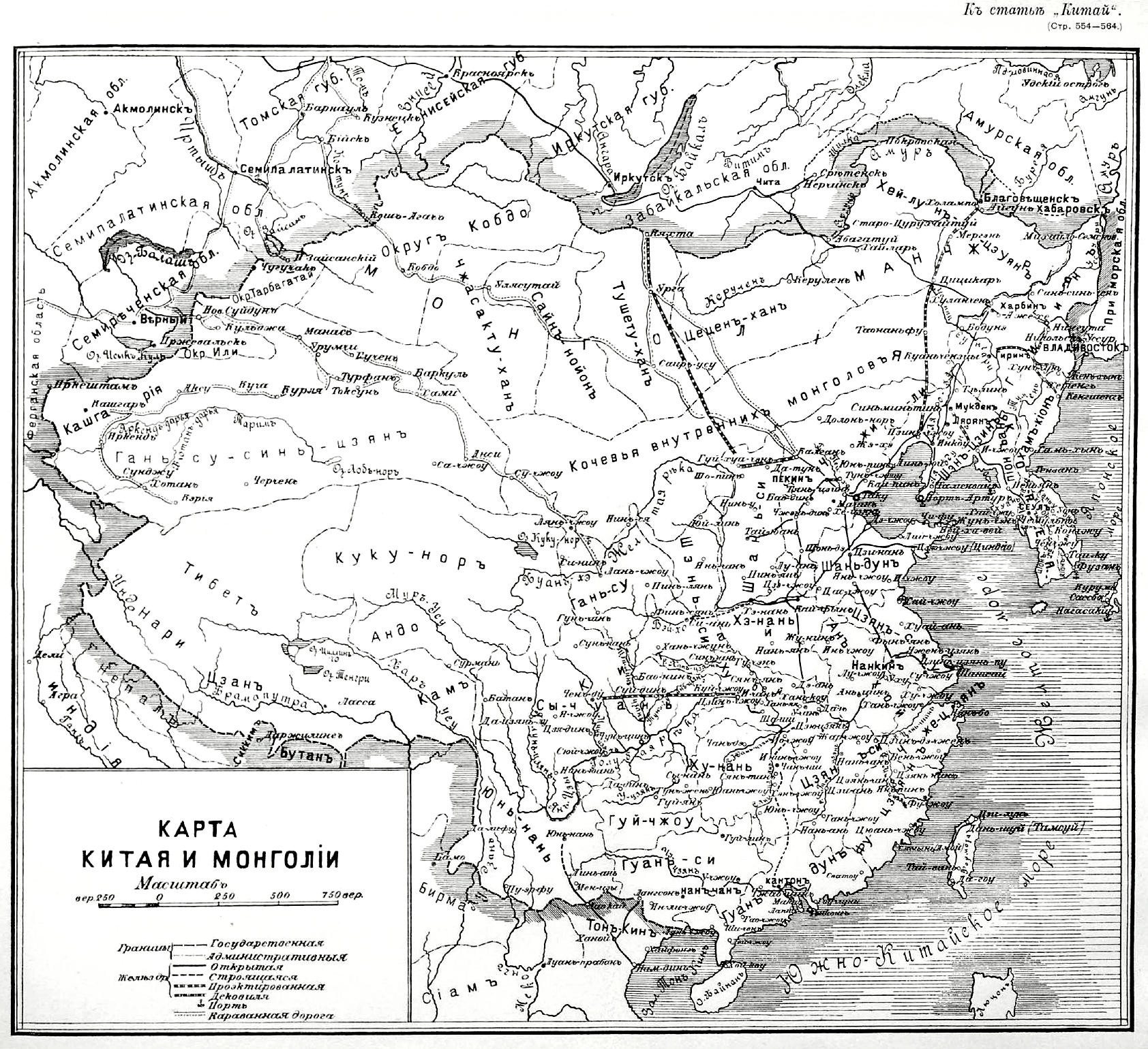
Карта до статті «Китай». Військова енциклопедія Ситіна (Санкт-Петербург, 1911—1915)

Проте для повалення династії Цін Сунь не мав достатньої військової сили. Розуміючи це, він передав президентство Юань Шикаю, імператорському генералу, який змусив останнього імператора, Пуї, зректися престолу. Юань було офіційно обрано президентом у 1913. Він правив за допомогою військової сили і ігнорував республіканські інституції встановлені його попередником, погрожуючи стратити членів Сенату, які не погоджувалися з його рішеннями. Незабаром він розпустив правлячу партію Гоміндан, заборонив «таємні організації» (які неявно входили до Гоміньдану) і ігнорував тимчасову конституцію. Спроба демократичних виборів в 1911 році закінчилася вбивством обраного кандидата людиною, яку завербував Юань. Зрештою у 1915 році Юань проголосив себе імператором Китаю. Новий правитель Китаю намагався посилити централізацію шляхом скасування провінційної системи; проте, цей крок розлютив дворянство разом з губернаторами провінцій, які зазвичай були військовими. Багато провінцій проголосили незалежність і стали мілітаристськими державами. Через непопулярність і покинутий прихильниками, Юань відмовився бути імператором у 1916 і незабаром помер від природних причин.
Позбавлений сильного, єдиного уряду, Китай потрапив до іншого періоду мілітаристів. Сунь, який був змушений покинути країну, повернувся до провінції Ґуандун на півдні за допомогою мілітаристів у 1917 та 1922 і створив успішний уряд  на противагу уряду у Пекіні; він відновив Гоміндан у жовтні 1919. Сунь мріяв об'єднати Китай, розпочавши експедицію на північ. Проте, йому не вистачало військової підтримки і фінансування для здійснення її.
Тим часом, уряд у Пекіні щосили намагався втримати владу, а також точилася відкрита і широка дискусія про те, як розвиватися Китаю, щоб протистояти Заходу. У 1919, студентські протести проти слабкої відповіді уряду на Версальську угоду, підтримані китайською інтелігенцією, призвели до утворення руху четвертого травня. Метою цих демонстрацій було зменшення поширення впливу Заходу на китайську культуру. Крім того у такому інтелектуальному кліматі широкий вплив мали ідеї марксизму. Це привело до створення комуністичної партії Китаю у 1920.

### Десятиліття Нанкіна

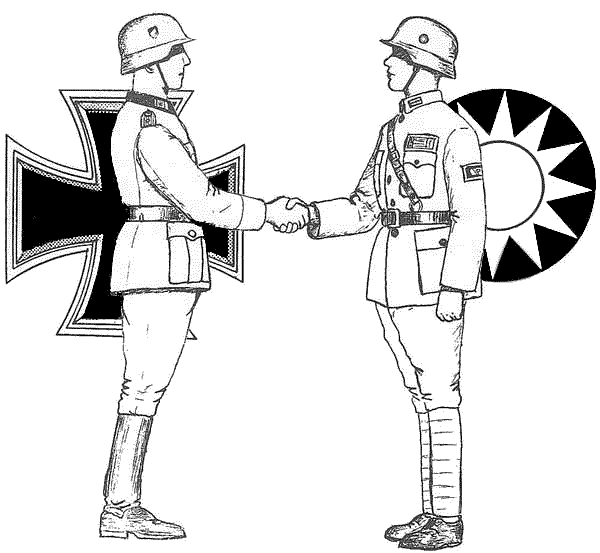
За допомогою Німеччини, китайська промисловість і її військові були покращені незадовго до війни проти імператорської Японії.

Після смерті Суня у березні 1925, Чан Кайші став лідером Гоміндану. У 1926 Чан очолив Північну експедицію з метою перемоги над мілітаристами Пекіну та об'єднання країни. Чан отримав допомогу від Радянського Союзу та китайських комуністів; проте, скоро він звільнив своїх радянських радників. Він був переконаний, і не без причини, що вони бажали позбутися Гоміндану і захопити контроль. Чан вирішив першим завдати удару і напав на комуністів (Шанхайська різанина (1927)), вбивши тисячі з них. У той же час у Китаї відбувався більш жорстокий конфлікт; на Півдні, де переважали комуністи, відбулася різанина прихильників Гоміндану. Ці події призвели до громадянської війни у Китаї між націоналістами і комуністами. Чан Кайші наніс поразку комуністам і створив уряд зі столицею у Нанкіні у 1927. До 1928, армія Чан Кайші скинула Бейянський уряд і об'єднала усю націю, принаймні номінально. Цей період отримав назву Нанкінська декада.
Згідно теорії Сунь Ятсена, Гоміньдан повинен був перебудувати Китай за три етапи: етап військового керування під час якого Гоміндан отримає владу і об'єднає Китай силою; етап політичної опіки і останній конституційний етап. У 1930 націоналісти, за допомогою військової сили, захопили владу і возз'єднали Китай, розпочавши другий етап, оприлюднивши тимчасову конституцію і розпочавши період так званої «опіки». Гоміндан критикували за заснування тоталітаризму, але він твердив, що це потрібно для створення сучасного демократичного суспільства. Крім того у той час було засновано Китайську Академію, центральний банк Китаю та інші агенції. У 1932 Китай направив вперше свою команду на Олімпійські ігри. Були прийняті закони і кампанії з метою проголошення прав жінок. Легкість і швидкість зв'язку також дозволили зосередити увагу на соціальних проблемах, в тому числі на проблемах села. Рух реконструкції сільських районів був одним з багатьох, які скористалися новою свободою, щоб підняти суспільну свідомість.
Історики, такі як Едмунд Фунг, стверджують, що встановлення демократії в Китаї в той час було неможливо. Нація воювала і була розділена між комуністами і націоналістами. Корупція в уряді і відсутність напрямку також не дали змоги провести реформу. Чан розумів, що відсутність реальної роботи, яка проводилася його адміністрацією і сказав Державній раді: «Наша організація стає все гіршою і гіршою… багато співробітників просто просиджують свої штани, інші читають газети, а інші сплять.» Націоналістичний уряд написав проект конституції 5 травня 1936.
У цей час на заході Китаю відбулася серія збройних конфліктів, в тому числі Кумульське повстання, Китайсько-тибетська війна і радянська інтервенція у Синьцзян. Також центральний уряд лише номінально керував країною у цей період, велика частина Китаю залишалась під командуванням напів-автономних місцевих воєначальників, провінційних військових лідерів або коаліцій воєначальників. Влада націоналістів була міцною у східних регіонах навколо Нанкіна, але регіональні мілітаристи, такі як Фен Юсян і Янь Сишань мали значний вплив на місцеву владу. Війна центральних рівнин у 1930, японська інтервенція у 1931 і великий похід Червоної армії у 1934 призвели до посилення влади центрального уряду, але відбувалися акти непокори проти уряду, наприклад повстання Фуцзянь у 1933–34.

### Друга японсько-китайська війна (1937—1945)
Китайці не мали жодних ілюзій стосовно бажань Японії відносно Китаю. Маючи проблеми з сировиною та зі зростаючим населенням, Японія розпочала захоплення Маньчжурії у вересні 1931 і поставила колишнього імператора династії Цін Пуї як голову маріонеткового уряду Маньчжурської держави у 1932. Втрата Маньчжурії, і його величезний потенціал для промислового розвитку і військової промисловості, став ударом по економіці Гоміндану. Ліга Націй, створена наприкінці Першої світової війни, була неспроможна протидіяти японській агресії.
Японці почали наступ з півдня від Великої стіни на північ Китаю і прибережні провінції. Китайці були люті не лише проти японців, але також були люті проти Чан Кайші і уряду у Нанкіні, який в той час був більше стурбований антикомуністичною кампанією, ніж в чиненні опору японським загарбникам.
Важливість «внутрішньої єдності перед зовнішньою небезпекою» призвели до того, що у грудні 1936, Чан Кайші, під час Сианьського інциденту, був арештований Чжан Сюеляном і був змушений до підписання угоди з комуністами проти Японії, що призвело утворення Другого об'єднаного фронту.
Напруження китайського опору зросло після 7 липня 1937, коли відбулося зіткнення китайських і японських військ поблизу Пекіна біля моста Марка Поло. Ця сутичка призвела до відкритої, хоча і неоголошеної війни між Китаєм і Японією. Шанхай було здано після тримісячної облоги, під час якої японці зазнали великих втрат, як в армії так і на флоті. Столиця Нанкін пала у грудні 1937. За цим почалися масові ґвалтування і вбивства відомі як різанина у Нанкіні. Тимчасово столицю було перенесено до Уханю, потім столицю було перенесено до Чунціну, де уряд залишався до 1945. У 1940 було встановлено колабораціоналістичний режим Ван Цзинвея зі столицею у Нанкіні, який проголосив себе законною «Китайською республікою» на противагу уряду Чан Кайші, хоча його претензії були значно ускладнені в силу своєї природи, через те, що японська маріонеткова держава контролювала обмежені території, і був переможений під кінець війни.

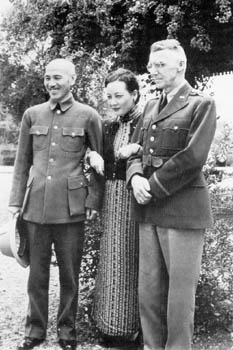
Генералісимус та мадам Чан Кайші з генералом Джозефом Стілвелом у Бірмі (1942).

Об'єднаний фронт Гоміньдана і КПК сприятливо впливав на комуністичну партію Китаю, яку переслідували, незважаючи на те, що Японія захопила велику частину північного Китаю, прибережні регіони і долину річки Янцзи у центральному Китаї. Після 1940 конфлікти між Гоміньданом і комуністами почастішали на територіях які не були окуповані Японією. Вступ США у війну на Тихому океані після 1941 змінили природу їх відносин. Комуністи розширяли свій вплив там, де можливо впливали через масові організації, адміністративні реформи та реформи землеволодіння і податків на користь селян і поширення своєї організаційної мережі, в той час як Гоміньдан намагався нейтралізувати поширення комуністичного впливу. Тим часом, у північному Китаї поширювалися японські політики держави Маньчжоу Го, такі як Вей Хуан Гун.
У 1945 році Республіка Китай вийшла з війни з потужною військовою силою, але національна економіка була виснажена і країна була на межі громадянської війни. Економіка була підірвана військовими витратами, як на зовнішніх так і на внутрішніх фронтах, зростаючою інфляцією і спекуляцією Націоналістів. Після війни почався голод і мільйони залишилися без даху над головою через повені і неспокійні умови у багатьох частинах країни. Ситуація погіршилася після домовленостей Союзників під час Ялтинської конференції у лютому 1945 за якими радянські війська вступили на територію Маньчжурії для припинення війни з Японією. До того ж китайці не були присутніми у Ялті, вони консультувалися і були згодні вступу Радянського Союзу у війну вважаючи, що СРСР буде співпрацювати лише з Гоміньданом.
Після завершення війни у серпні 1945, Націоналістичний уряд переїхав до Нанкіну. За допомогою американців, націоналістичні війська почали наступ на північ Китаю для оточення японських військ. Радянський Союз, в рамках Ялтинської угоди де була зазначена радянська сфера впливу в Маньчжурії, демонтував і вивіз більше половини промислового обладнання, яке залишилося після японців. Радянська  присутність у північному Китаї дозволила китайським комуністам отримати зброю яка залишилася після японців. Після окупації залишилися великі проблеми по відбудові і відновленню країни.

### Після Другої світової війни, захоплення і відступ на Тайвань
Під час Другої світової війни Сполучені Штати стали основним гравцем у китайських справах. Наприкінці 1941 вони виступили союзниками у великій програмі військової і фінансової допомоги націоналістичному уряду. У січні 1943 США і Британія переглянули свої відносини з Китаєм, чим поклали кінець століттю нерівноправних ділових відносин. Через кілька місяців було підписано нову угоду між США і Республікою Китай про розміщення американських військ на території Китаю для спільної боротьби проти Японії. У грудні 1943 було скасовано Акт про виключення китайців від 1882, а також деякі закони які забороняли китайцям іммігрувати до Сполучених Штатів.
Політика США часів війни відносно Китаю полягала у створені міцного союзника і стабілізуючої сили у післявоєнній Східній Азії. Через зростання конфлікту між Гоміньданом і КПК, США марно намагалися примирити обидві сторони для посилення антияпонської боротьби. Після капітуляції Японії, 25 жовтня 1945 Тайвань було передано Республіці Китай. Ближче до кінця війни до Пекіна і Тяньцзіня було перекинуто корпус морської піхоти США для утримання міст від можливого нападу Радянського Союзу, а також було надана логістична підтримка військ Гоміньдану на півночі і північному сході Китаю. Для досягнення цієї мети, 30 вересня 1945 до Китаю прибула 1-ша дивізія морської піхоти, яка повинна була захищати території півострова Шаньдун і східної частини провінції Хебей.
Завдяки посередництву Сполучених Штатів було укладено військове перемир'я у січні 1946 року, але битви між Гоминьданом і комуністами незабаром відновилися. Громадська думка, щодо некомпетентності уряду Республіки Китай підтримувалася комуністами під час загальнонаціонального студентського страйку проти некомпетентного відношення до так званої справи ґвалтування Шен Чонг на початку 1947, а також не задоволеність грошовою реформою яка відбулася у тому ж році. Розуміючи, що американські втручання військових не допоможуть у приборканні майбутньої війни, США відкликали американську місію, яку очолював генерал Джордж Маршалл, на початку 1947. Громадянська війна почала ширитися країною; бої точились не лише за території, а й за відданість населення. США допомагали націоналістам великими економічними кредитами і зброєю, але не військовими.

Відступ націоналістів на Тайбей: після втрати націоналістами Нанкіна вони перебралися до Гуанчжоу (Кантон), потім до Чунціна, Ченду та Сичану перед прибуттям на Тайбей.

З запізненням уряд Республіки Китай намагався заручитися підтримкою населення шляхом проведення внутрішніх реформ. Зусилля були марними через розгул корупції в уряді і політичний і економічний хаос, який це супроводжував. Наприкінці 1948 Гоміньдан почав втрачати позиції. Деморалізовані і не дисципліновані війська Гоміньдану не могли протистояти мотивованим і дисциплінованим солдатам з Народно-визвольної армії, яка раніше була відома як Червона Армія. Комуністи добре закріпилися на півночі і північному-сході.
Хоча Гоміньдан мав перевагу у людях і зброї, контролював більшу територію і більшу частину населення, а також мав міжнародну підтримку, він був виснажений тривалою війною з Японією і внутрішньою боротьбою між власними командувачами. Вони також програвали пропагандистську війну комуністам, населення було обтяжене гоміньданівською корупцією і прагнуло до миру.
У січні 1949 Пекін (Beiping) було захоплено комуністами без боротьби і він отримав стару назву Beijing. У період з квітня до листопада основні міста країни перейшли під контроль комуністів з мінімальним спротивом. У більшості випадків сільська місцевість і невеличкі міста перейшли під владу комуністів раніше ніж великі міста. І нарешті 1 жовтня 1949 комуністи заснували Китайську Народну Республіку.
Після 1 жовтня 1949 Чан Кайші та кілька сотень тисяч військ Республіки Китай і два мільйони біженців, переважно з уряду і ділових кіл, перебралися з материкового Китаю на Тайвань; на території Китаю залишилися лише окремі осередки опору. 7 грудня 1949 Чан Кайші проголосив Тайбей, на Тайвані, тимчасовою столицею Республіки Китай.
Під час громадянської війни обидві сторони по-звірячому знищували цивільне населення. Бенджамін Валентино наголошував на тому, що під час громадянської війни у Китаї було знищено від 1,8 до 3,5 млн осіб у період з 1927 по 1949. Звірства включали смерть від примусового призову на військову службу і масові вбивства.

## Уряд

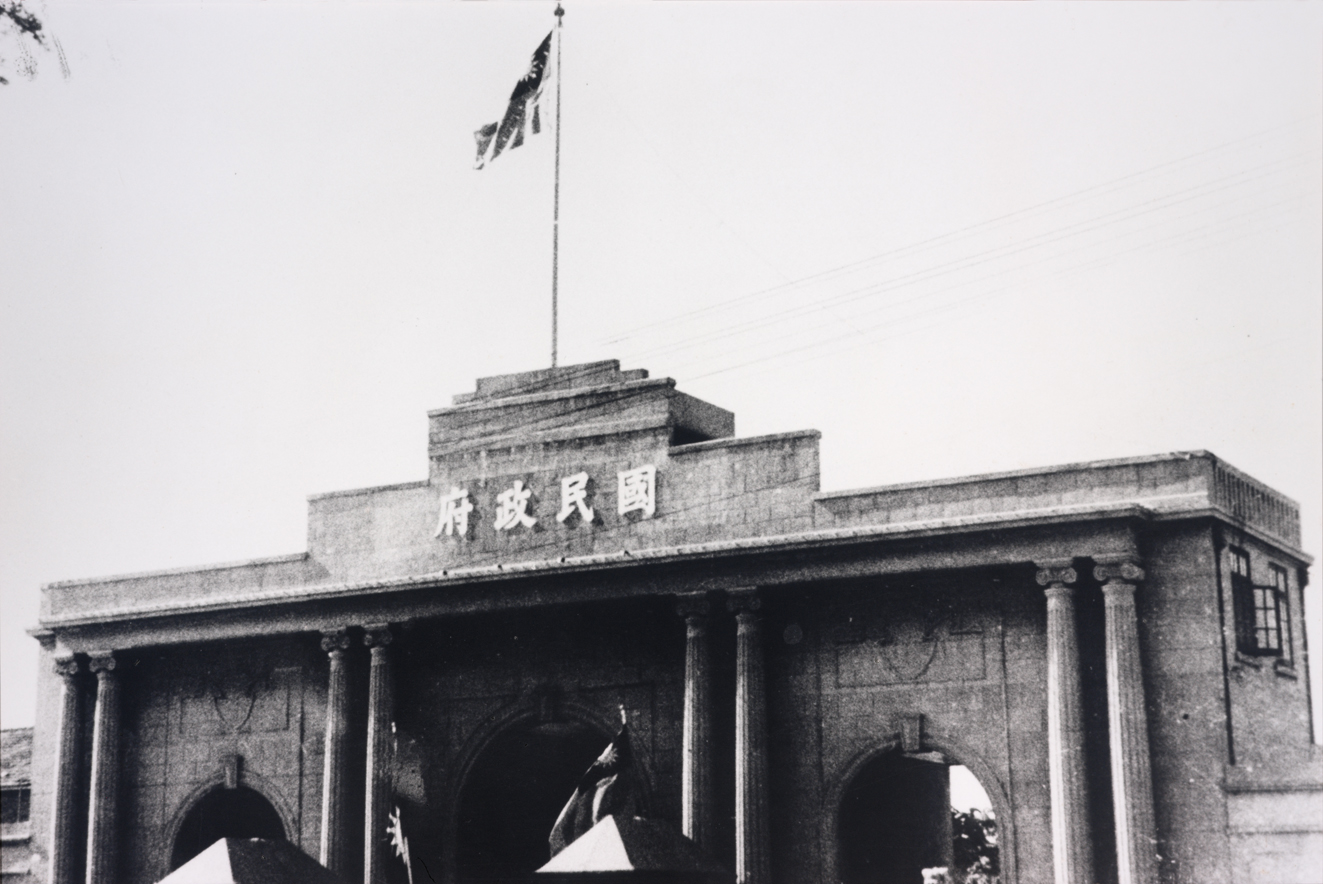
Штаб-квартира націоналістичного уряду в Нанкіні

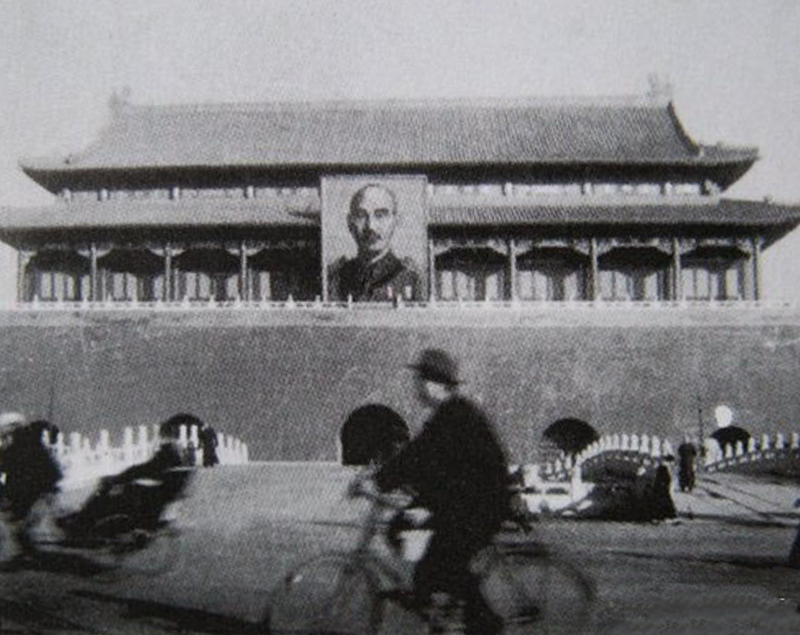
Портрет Чан Кайші на площі Тяньаньминь у Пекіні

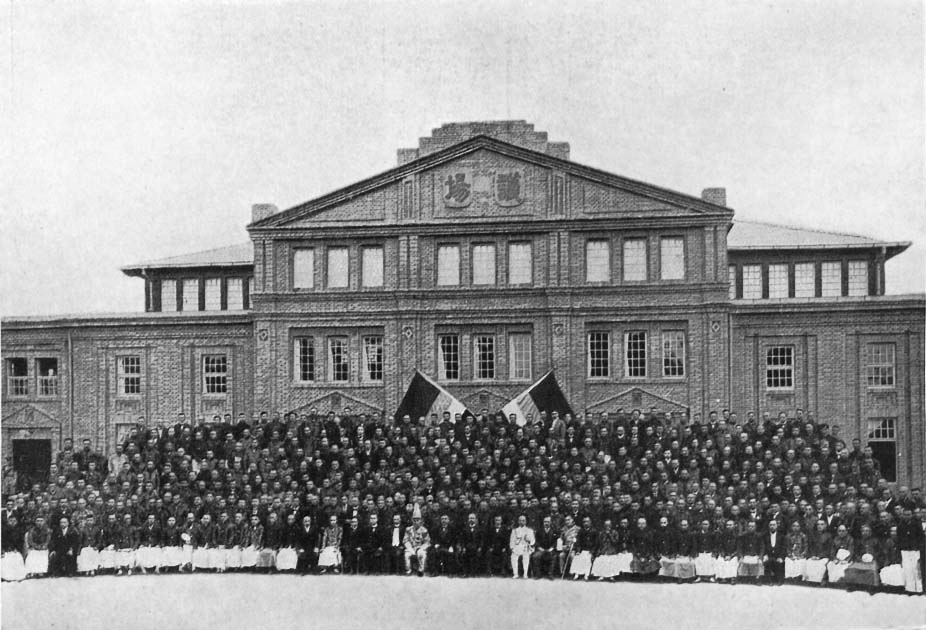
Національна асамблея у Пекіні (1913—1928)

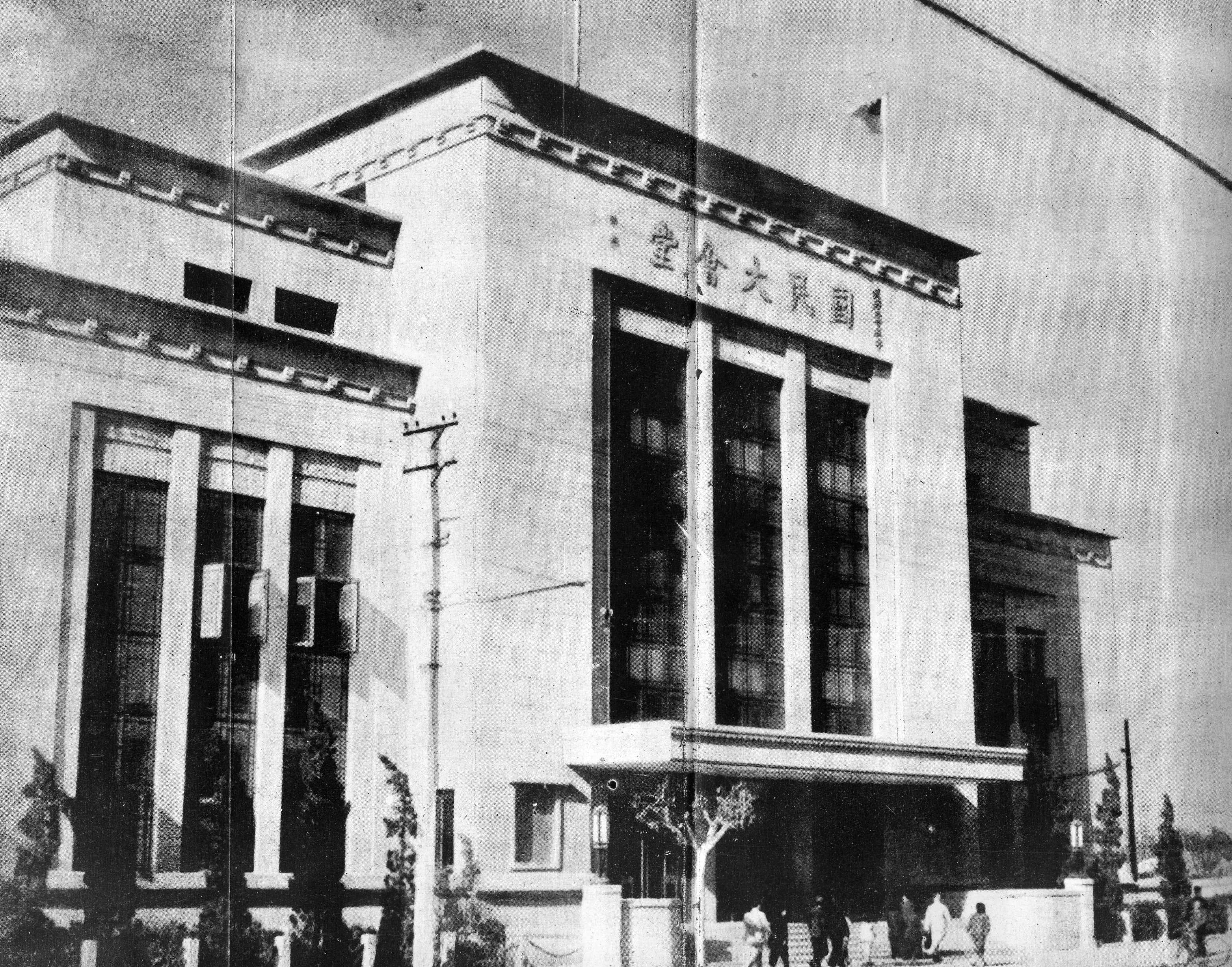
Національна асамблея у Нанкіні (1928—1949)

Перший китайський національний уряд було створено 1 січня 1912, у Нанкіні, з Сунь Ятсеном як тимчасовим президентом. З провінцій було надіслано делегатів для підтвердження повноважень національного уряду, а також пізніше з них було утворено перший парламент. Влада цього уряду була лімітована і не тривала, тому що генерали контролювали центральні і північні провінції Китаю. Фактично цей уряд прийняв акти при зречення династії Цін і деякі економічні ініціативи.
Повноваження парламенту були номінальними; порушення Конституції Юанем були зустрінуті нерішучими виступами, а членам уряду від Гоміньдану було запропоновано по 1000 фунтів, щоб ті покинули ряди партії. Юань підтримував владу на місцях шляхом направлення військових генералів, які становилися губернатори провінцій або шляхом отримання вірності від тих, хто вже був при владі.
Після смерті Юаня у 1913 році було скликано парламент для надання легітимності новому уряду. Проте, реальна влада знаходилася у руках військових начальників, що утворило так званий період мілітаризму. Але безсилий уряд все ще залишався при владі; після початку Першої світової війни, деякі Західні країни і Японія змушували Китай проголосити війну Німеччині, для того щоб ліквідувати німецькі корпорації.
Існувало також кілька мілітаристських урядів і маріонеткових держав  з такою назвою.
Уряд Республіки Китай було створено на основі Конституції РК та Трьох народних принципах (доктрина Саньмінь), які декларували «[РК] повинна бути демократичною народною республікою, якою керували б люди заради людей.»
У лютому 1928, на четвертій пленарній сесії 2-го національного конгресу Гоміньдану який проходив у Нанкіні було видано Акт про Реорганізацію Націоналістичного уряду. Цей закон передбачав, що націоналістичний уряд буде спрямовувати і регулюється центральний виконавчий комітет Гоміньдану, з обиранням Комітету націоналістичного уряду центральним комітетом Гоміньдану. Націоналістичний уряд мав сім міністерств — внутрішніх справ, закордонних справ, фінансів, транспорту, юстиції, сільського господарства і гірничорудної промисловості, торгівлі, а також такі установи, як Верховний суд, Управління Юанями і Генеральну академію.
З прийняттям Органічного закону Націоналістичний уряд було реорганізовано і він почав складатися з п'яти гілок або Юаней, які мали назви Виконавчий Юань, Законодавчий Юань, Судовий Юань, Екзаменаційний Юань, а також Юань Управління. Голова уряду був також головою держави і головнокомандувачем Національної революційної армії. Чан Кайші став першим головою Націоналістичного уряду, на посаді він перебував до 1931. Органічний закон також передбачав, що Гоміньдан, через Національний конгрес і центральний виконавчий комітет, буде здійснювати верховну владу в період політичної опіки, а також політична рада Гоміндану направляти і наглядати за націоналістичним урядом у виконанні важливих державних справ, крім того рада має право тлумачити або вносити зміни в органічний закон.
Незабаром після Другої китайсько-японської війни, було скликано конституційні збори у Нанкіні у травні 1946 року. На тлі жарких дебатів, ця конвенція містила багато вимог від декількох партій, в тому числі Гоміньдану і Комуністичної партії, до Конституції. Конституцію було проголошено 25 грудня 1946, а вступила вона у силу 25 грудня 1947. Згідно неї, центральний уряд було розділено на Президента і п'ять Юанів, які відповідали за одну силу у парламенті. Ніхто не несе відповідальність перед іншою стороною крім певних зобов'язань, наприклад президент призначає керівника Виконавчого Юаня. У кінцевому рахунку президент і Юані звітували на Національних Зборах, які представляли волю громадян.
Перші вибори до національних зборів відбулися у січні 1948, а перше скликання зборів відбулося у березні 1948. На них обрали президента республіки 21 березня 1948, формально припинивши правління Гоміндану яке розпочалося у 1928—тому, що президентом був член Гоміндану. Ці вибори, хоча і отримали високу оцінку, принаймні, від одного спостерігач з США, були погано сприйняті комуністичною партією, яка незабаром почала відкрите, збройне повстання.

## Адміністративний поділ
|                                                                                  |
| Карта адміністративних підрозділів і претензій з боку Китайської Республіки 1935 |

|                                                      |
| Карта провінцій і еквівалентів Китайської Республіки |

| Провінції Республіки Китай (1949)  | Провінції Республіки Китай (1949) | Провінції Республіки Китай (1949) | Провінції Республіки Китай (1949) | Провінції Республіки Китай (1949) | Провінції Республіки Китай (1949) | Провінції Республіки Китай (1949)                   |
| Назва у той період (сучасна назва) | Традиційна китайська              | Піньїнь                           | Скорочення                        | Столиця                           | Китайською                        | Сучасний відповідник (за наявності)                 |
| ---------------------------------- | --------------------------------- | --------------------------------- | --------------------------------- | --------------------------------- | --------------------------------- | --------------------------------------------------- |
| Провінції                          |                                   |                                   |                                   |                                   |                                   |                                                     |
| Antung (Аньдун)                    | 安東                              | Āndōng                            | 安 ān                             | Tunghwa (Тунхуа)                  | 通化                              | Тепер частини Цзілінь та Ляонін                     |
| Anhwei (Аньхой)                    | 安徽                              | Ānhuī                             | 皖 wǎn                            | Hofei (Хефей)                     | 合肥                              |                                                     |
| Chahar (Чахар)                     | 察哈爾                            | Cháhār                            | 察 chá                            | Changyuan (Чжанцзякоу)            | 張垣(張家口)                      | Тепер частина Внутрішньої Монголії                  |
| Chekiang (Чжецзян)                 | 浙江                              | Zhèjiāng                          | 浙 zhè                            | Hangchow (Ханчжоу)                | 杭州                              |                                                     |
| Fukien (Фуцьзянь)                  | 福建                              | Fújiàn                            | 閩 mǐn                            | Foochow (Фучжоу)                  | 福州                              |                                                     |
| Hopeh (Хебей)                      | 河北                              | Héběi                             | 冀 jì                             | Tsingyuan (Баодін)                | 清苑(保定)                        |                                                     |
| Heilungkiang (Хейлунцзян)          | 黑龍江                            | Hēilóngjiāng                      | 黑 hēi                            | Peian (Бейнань)                   | 北安                              |                                                     |
| Hokiang (Хейцзян)                  | 合江                              | Héjiāng                           | 合 hé                             | Chiamussu (Цзямуси)               | 佳木斯                            | Тепер частина Хейлунцзян                            |
| Honan (Хенань)                     | 河南                              | Hénán                             | 豫 yù                             | Kaifeng (Кайфен)                  | 開封                              |                                                     |
| Hupeh (Хубей)                      | 湖北                              | Húběi                             | 鄂 è                              | Wuchang (Ухань)                   | 武昌                              |                                                     |
| Hunan (Хунань)                     | 湖南                              | Húnán                             | 湘 xiāng                          | Changsha (Чанша)                  | 長沙                              |                                                     |
| Hsingan (Сін'ань)                  | 興安                              | Xīng'ān                           | 興 xīng                           | Hailar (Хулунбуїр)                | 海拉爾(呼倫貝爾)                  | Тепер частини Хейлунцзян та Цзілінь                 |
| Jehol (Жехе)                       | 熱河                              | Rèhé                              | 熱 rè                             | Chengteh (Ченде)                  | 承德                              | Тепер частини Хебей, Ляонін та Внутрішньої Монголії |
| Kansu (Ґаньсу)                     | 甘肅                              | Gānsù                             | 隴 lǒng                           | Lanchow (Ланьчжоу)                | 蘭州                              |                                                     |
| Kiangsu (Цзянсу)                   | 江蘇                              | Jiāngsū                           | 蘇 sū                             | Chingkiang (Чженьцзян)            | 鎮江                              |                                                     |
| Kiangsi (Цзянсі)                   | 江西                              | Jiāngxī                           | 贛 gàn                            | Nanchang (Наньчан)                | 南昌                              |                                                     |
| Kirin (Цзілінь)                    | 吉林                              | Jílín                             | 吉 jí                             | Kirin (Цзілінь)                   | 吉林                              |                                                     |
| Kwangtung (Ґуандун)                | 廣東                              | Guǎngdōng                         | 粵 yuè                            | Canton (Гуанчжоу)                 | 廣州                              |                                                     |
| Kwangsi (Ґуансі)                   | 廣西                              | Guǎngxī                           | 桂 guì                            | Kweilin (Гуйлінь)                 | 桂林                              |                                                     |
| Kweichow (Ґуйчжоу)                 | 貴州                              | Guìzhōu                           | 黔 qián                           | Kweiyang (Гуйян)                  | 貴陽                              |                                                     |
| Liaopeh (Ляобей)                   | 遼北                              | Liáoběi                           | 洮 táo                            | Liaoyuan (Ляоюань)                | 遼源                              | Тепер частина Внутрішньої Монголії                  |
| Liaoning (Ляонін)                  | 遼寧                              | Liáoníng                          | 遼 liáo                           | Shenyang (Шеньян)                 | 瀋陽                              |                                                     |
| Ningsia (Нінся)                    | 寧夏                              | Níngxià                           | 寧 níng                           | Yinchuan (Іньчуань)               | 銀川                              |                                                     |
| Nunkiang (Нацзінь)                 | 嫩江                              | Nènjiāng                          | 嫩 nèn                            | Tsitsihar (Ціцікар)               | 齊齊哈爾                          |                                                     |
| Shansi (Шаньсі)                    | 山西                              | Shānxī                            | 晉 jìn                            | Taiyuan (Тайюань)                 | 太原                              |                                                     |
| Shantung (Шаньдун)                 | 山東                              | Shāndōng                          | 魯 lǔ                             | Tsinan (Цзинань)                  | 濟南                              |                                                     |
| Shensi (Шенсі)                     | 陝西                              | Shǎnxī                            | 陝 shǎn                           | Sian (Сіань)                      | 西安                              |                                                     |
| Sikang (Сікан)                     | 西康                              | Xīkāng                            | 康 kāng                           | Kangting (Кандін)                 | 康定                              | Тепер частина Тибету і провінції Сичуань            |
| Sinkiang (Сіньцзян)                | 新疆                              | Xīnjiāng                          | 新 xīn                            | Tihwa (Урумчі)                    | 迪化(烏魯木齊)                    |                                                     |
| Suiyuan (Суйюань)                  | 綏遠                              | Suīyuǎn                           | 綏 suī                            | Kweisui (Хух-Хото)                | 歸綏(呼和浩特)                    | Тепер частина Внутрішньої Монголії                  |
| Sungkiang (Сонгянг)                | 松江                              | Sōngjiāng                         | 松 sōng                           | Mutankiang (Муданьцзян)           | 牡丹江                            | Тепер частина Хейлунцзян                            |
| Szechwan (Сичуань)                 | 四川                              | Sìchuān                           | 蜀 shǔ                            | Chengtu (Ченду)                   | 成都                              |                                                     |
| Taiwan (Тайвань)                   | 臺灣                              | Táiwān                            | 臺 tái                            | Тайбей                            | 臺北                              |                                                     |
| Tsinghai (Цинхай)                  | 青海                              | Qīnghǎi                           | 青 qīng                           | Sining (Сінін)                    | 西寧                              |                                                     |
| Yunnan (Юньнань)                   | 雲南                              | Yúnnán                            | 滇 diān                           | Kunming (Куньмін)                 | 昆明                              |                                                     |
| Спеціальні адміністративні регіони |                                   |                                   |                                   |                                   |                                   |                                                     |
| Hainan (Хайнань)                   | 海南                              | Hǎinán                            | 瓊 qióng                          | Haikow (Хайкоу)                   | 海口                              |                                                     |
| Регіони                            |                                   |                                   |                                   |                                   |                                   |                                                     |
| Mongolia Area (Зовнішня Монголія)  | 蒙古                              | Ménggǔ                            | 蒙 méng                           | Kulun (Улан-Батор)                | 庫倫(烏蘭巴托)                    |                                                     |
| Tibet Area (Тибет)                 | 西藏                              | Xīzàng                            | 藏 zàng                           | Лхаса                             | 拉薩                              |                                                     |
| Спеціальні муніципалітети          |                                   |                                   |                                   |                                   |                                   |                                                     |
| Nanking (Нанкін)                   | 南京                              | Nánjīng                           | 京 jīng                           | (Район Циньхуай)                  | 秦淮區                            |                                                     |
| Shanghai (Шанхай)                  | 上海                              | Shànghǎi                          | 滬 hù                             | (Район Хуанпу)                    | 黄浦區                            |                                                     |
| Peiping або Peking (Пекін)         | 北平                              | Běipíng                           | 平 píng                           | (Район Сичен)                     | 西城區                            |                                                     |
| Tientsin (Тяньцзінь)               | 天津                              | Tiānjīn                           | 津 jīn                            | (Район Хепін)                     | 和平區                            |                                                     |
| Chungking (Чунцін)                 | 重慶                              | Chóngqìng                         | 渝 yú                             | (Район Юйчжун                     | 渝中區                            |                                                     |
| Hankow (Ханькоу, Ухань)            | 漢口                              | Hànkǒu                            | 漢 hàn                            | (Район Ціангьян)                  | 江岸區                            |                                                     |
| Canton (Гуанчжоу)                  | 廣州                              | Guǎngzhōu                         | 穗 suì                            | (Рйаон Юесю)                      | 越秀區                            |                                                     |
| Sian (Сіань)                       | 西安                              | Xī'ān                             | 安 ān                             | (Район Вейян)                     | 未央區                            |                                                     |
| Tsingtao (Циндао)                  | 青島                              | Qīngdǎo                           | 膠 jiāo                           | (Район Шинань                     | 市南區                            |                                                     |
| Dairen (Далянь)                    | 大連                              | Dàlián                            | 連 lián                           | (Район Сигань)                    | 西崗區                            |                                                     |
| Mukden (Шеньян)                    | 瀋陽                              | Shěnyáng                          | 瀋 shěn                           | (Район Шеньхе)                    | 瀋河區                            |                                                     |
| Harbin (Харбін)                    | 哈爾濱                            | Hā'ěrbīn                          | 哈 hā                             | (Район Наньган)                   | 南崗區                            |                                                     |

РК мали складні відносини з Монголією (Зовнішня Монголія). Як наступник династії Цін, Республіка Китай претендувала на Зовнішню Монголію і на деякий час окупувала його. Республіка Китай визнала незалежність Монголії під тиском Радянського Союзу через радянсько-китайську угоду 1945, але це визнання було відмінено у 1953 під час Холодної війни.

## Економіка

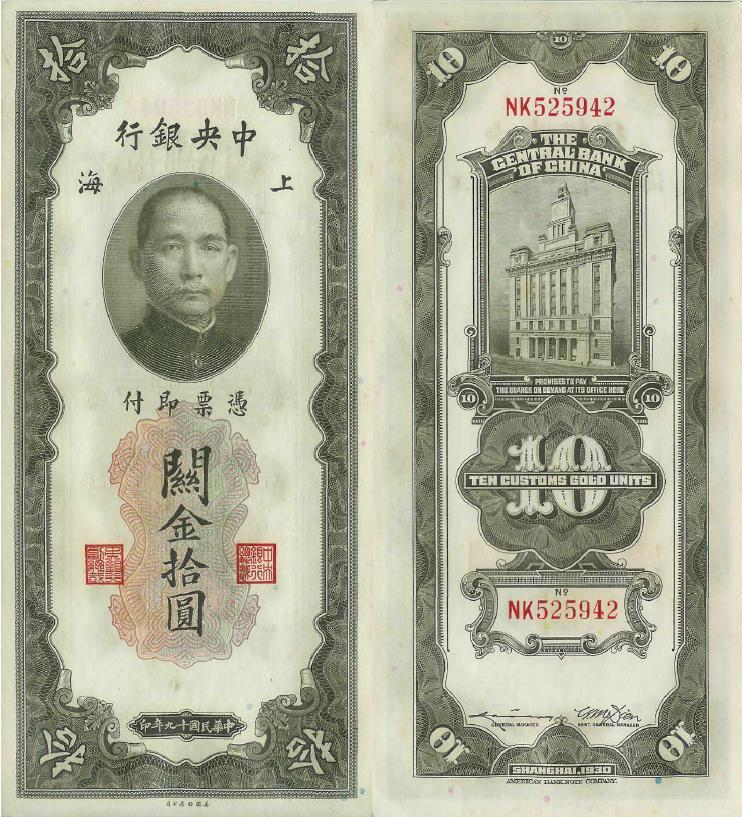
Купюра 1930, початок Республіки Китай

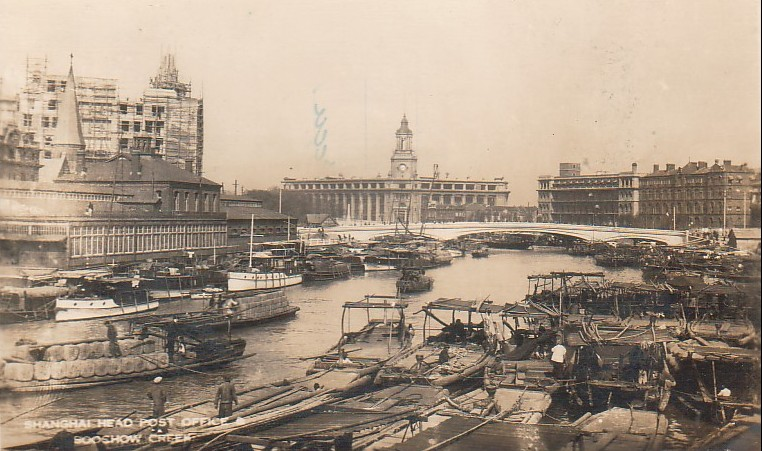
Рух човнів і розвиток по берегам річки Сучжоу, Шанхай, приблизно 1920

Початок республіки відзначився частими війнами і боротьбою партій. Після президентства Юань Шикая в 1927 році, голод, війна і зміна влади стали нормою в китайській політиці, а провінції періодично оголошували «незалежність». Розвал центральної влади викликав економічний спад, який розпочався ще за династії Цін і лише прискорився, спад зупинився лише тоді, коли Чан Кайші возз'єднав Китай у 1927 році і проголосив себе її лідером.
Після об'єднання країни Гомінданом у 1927, Китай вступив у період відносного процвітання, незважаючи на громадянську війну і японську окупацію. У 1937 японці вторглися до Китаю, що на 8 років втягнуло Китай у разруху. Тоді ж відбувся перший бойкот японської продукції.
Китайські промисловість продовжила розвиватися у 1930-х роках з початком десятиліття Нанкін, коли Чан Кайші об'єднав велику частину країни і приніс політичну стабільність. Китайська промисловість розвивалася і росла з 1927 по 1931. Хоча на неї мали негативний вплив Велика Депресія 1931—1935 та японська окупація Маньчжурії у 1931, обсяг промислового виробництва відновився до 1936 року. До 1936 року промислове виробництво досягло свого піку як у 1931 до впливу Великої Депресії на Китай. Це найкраще показують тенденції в ВВП Китаю. У 1932, ВВП Китаю становило 28,8 млрд, з падінням до 21,3 млрд у 1934 та підняттям до 23,7 млрд у 1935. До 1930, іноземні інвестиції у Китай складали 3,5 млрд, найбільше інвестували Японія (1,4 млрд) та Велика Британія  - 1 млрд. Проте до 1948 запас інвестиційного капіталу склав лише 3 млрд, переважно від США та Великої Британії.
Проте, сільське господарство сильно постраждало від Великої депресії 1930-х років, під час якої перевиробництво сільськогосподарських товарів призвело до масового падінням цін продукцію з Китаю, а також збільшення іноземного імпорту (сільськогосподарські товари, вироблені в західних країнах «скидали» у Китаї). У 1931, імпорт рису з Китаю становив 21 млн. бушелів у порівнянні з 12 млн у 1928. Кількість інших товарів була ще більшою. У 1932 було імпортовано 15 млн бушелів зерна у порівнянні з 900000 у 1928. Це призвело до масового зниження цін на китайську сільгосппродукцію, а отже і зменшення доходу фермерів. У 1932 ціни сільгосппродукцію складали 41 відсоток від рівнів 1921. Сільські доходи впали до 57 відсотків від рівнів 1931 у 1934 році.
У 1937 Японія розпочала вторгнення у Китай. Велика частина заможного східного узбережжя Китаю була захоплені японцями, які здійснювали різні звірства такі, як різанина у Нанкіні у 1937 і різні знищення цілих селищ. Під час однієї антипартизанської операції у 1942, японці знищили 200000 цивільних за місяць. Під час війни було вбито приблизно від 20 до 25 млн китайців і зруйновано все, що побудував Чан Кайші у попереднє десятиліття. Розвиток промисловості після війни було ускладнено великими руйнуваннями і потоком великої кількості дешевих американських товарів. У 1946 китайська промисловість працювала на 20 % своєї потужності, що забезпечувало 25 % довоєнного випуску продукції.
Одним з ефектів війни було масове зростання контролю з боку уряду за промисловістю. У 1936 державні підприємства складали лише 15 % ВВП. Проте, уряд взяв під контроль багато промислових галузей для боротьби. У 1938, була створена комісія для контролю і управляння промисловістю і шахтами, а також для контроля за цінами. У 1942 70 % промисловості Китаю перебувало у власності держави.
Після війни Чан Кайші отримав Тайвань від Японії і розпочав боротьбу з комуністами. Проте, корупція у Гоміньдані, а також гіперінфляціяю призвели у результаті до громадянської війни, яка почалася з масових заворушень по всій республіці і прояви симпатії до комуністів. Крім того, комуністи обіцяли перерозподілити землі, чим отримали підтримку серед сільського населення. у 1949 комуністи захопили Пекін, а пізніше Нанкін. 1 жовтня 1949 року було проголошено Китайську Народну Республіку. Республіка Китай перемістилася на Тайвань, де Японія заклала освітню основу.

## Армія

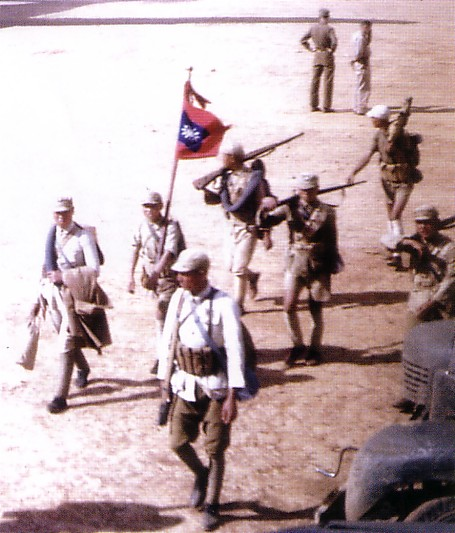
Національно-революційна армія під час Другої світової війни

Свої витоки армія Республіки Китай бере з Національно-революційної армії, яку створив Сунь Ятсен у 1925 у Ґуандуні з метою возз'єднання Китаю під Гоміньданом.
Вона була створена за допомогою Радянського Союзу як засіб Гоміньдану для об'єднання Китаю проти воєначальників, Національно-революційна армія стала основним засобом під час Північної експедиції проти китайських Бейянських мілітаристів, Другої японсько-китайської війни проти Імперської армії Японії, а також під час громадянської війни у Китаї проти китайської Народно-визвольної армії.
Під час другої японсько-китайської війни, збройні сили комуністичної партії Китаю були номінально включені до Національно-революційної армії (зберігаючи різне командування), але вони розкололися одразу після закінчення війни. З оприлюдненням Конституції Республіки Китай у 1947 і формальне закінчення правління державної партії Гоміндан, Національно-революційна армія була перейменована у Збройні сили Китайської Республіки, яка загалом складалася з армії Республіки Китай, які відступили  на Тайвань у 1949.
Одиниці, які здалися в полон і залишилися на материковій частині Китаю були або розпущені або включені до Народно-визвольної армії.

## Нотатки
1. ↑  Як тимчасова столиця воєнного часу під час Другої японсько-китайської війни.
2. ↑  Уряд був переведений у Тайбей 7 грудня 1949  Ченду був захоплений 27 грудня.